# Rvati (Raška)
Pour les articles homonymes, voir Rvati.
Rvati (en serbe cyrillique : Рвати) est un village de Serbie situé dans la municipalité de Raška, district de Raška. Au recensement de 2011, il comptait 619 habitants.

## Démographie
| 1948 | 1953 | 1961 | 1971 | 1981 | 1991 | 2002 | 2011 |
| ---- | ---- | ---- | ---- | ---- | ---- | ---- | ---- |
| 931  | 986  | 985  | 879  | 802  | 756  | 687  | 619  |

|  |